# Klucznik (film)

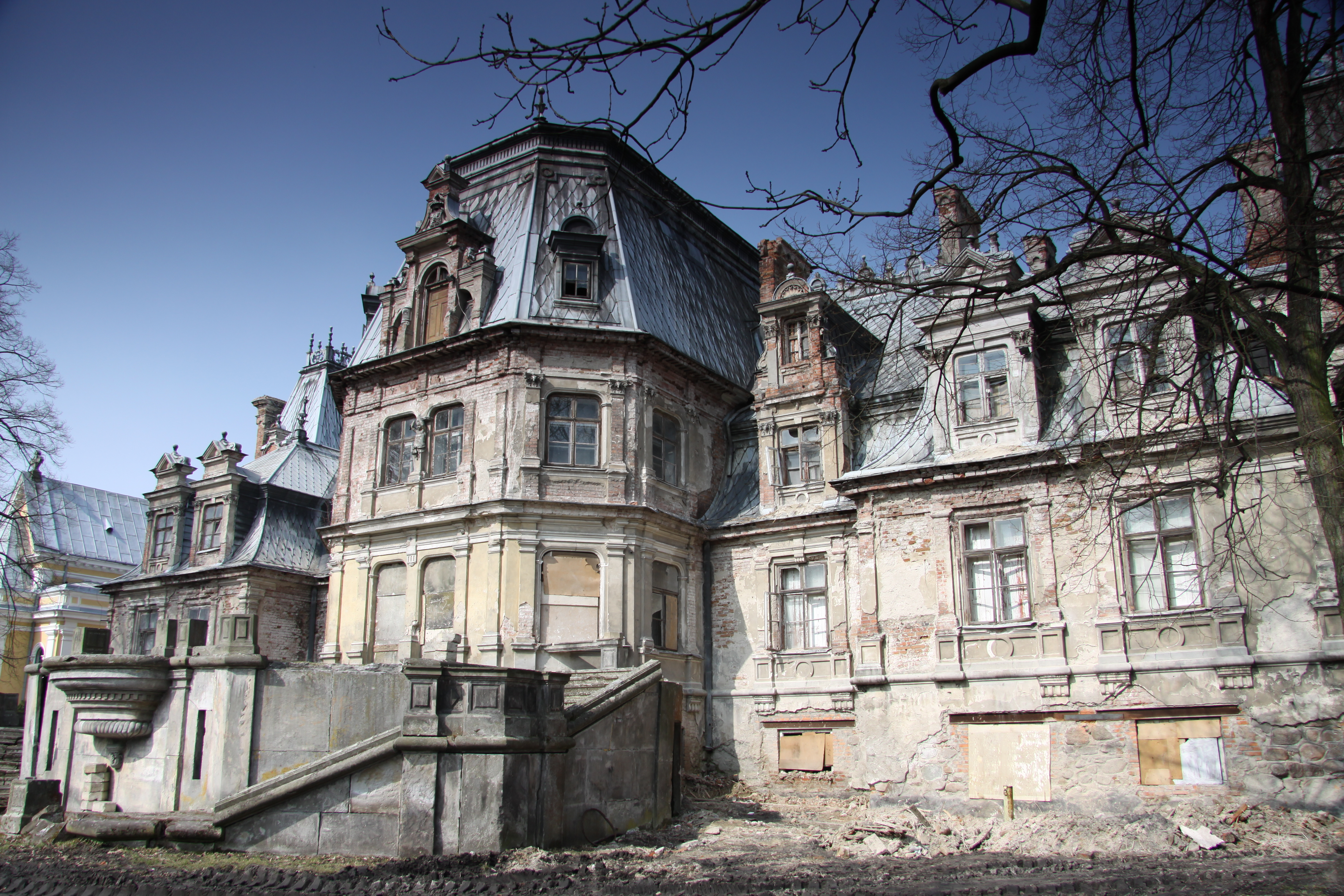
Pałac Sobańskich w Guzowie

Klucznik – polski film psychologiczny z 1979 roku. Adaptacja dramatu Wiesława Myśliwskiego o tym samym tytule.
Plenery: Guzów (pałac Sobańskich) oraz Szymanów (młyn, pałac).

## Treść
Jest rok 1945. Nowa "władza ludowa" ogłasza dekret o reformie rolnej. Mieszkający w starym pałacu umierający hrabia udaje, że nie dostrzega zmian. Jego wierny sługa, stary klucznik, powodowany miłosierdziem, zdaje mu fałszywe relacje.

## Obsada
- Wirgiliusz Gryń – klucznik Kazimierz
- Tadeusz Łomnicki – hrabia
- Stanisława Celińska – hrabianka
- Halina Gryglaszewska – siostra hrabiego
- Jerzy Radziwiłowicz – Jasiek
- Jerzy Kryszak – milicjant
- Teresa Lipowska – żona klucznika
- Henryk Machalica – lekarz
- Włodzimierz Musiał – stróż
- Juliusz Lubicz-Lisowski – Karol, lokaj hrabiego
- Konrad Morawski – ojciec Kazimierza
- Leonard Pietraszak – milicjant
- Ryszard Pietruski – chłop
- Henryk Staszewski – milicjant
- Paweł Bodytko – Piotrek, syn klucznika
- Sławomira Łozińska – Kaśka, żona Jaśka
- Włodzimierz Saar – chłop
- Janusz Paluszkiewicz – chłop
- Marian Łącz – Wiciara, właściciel gospody
- Krzysztof Świętochowski – chłop